# Песни Яна Кохановского
«Песни Яна Кохановского» (пол. Pieśni Jana Kochanowskiego) — сборник стихотворений («песен») польского поэта Яна Кохановского, изданный после его смерти, в 1585—1586 годах. Включает 49 произведений. Некоторые песни Кохановского в этот сборник не вошли и были опубликованы в 1590 году, в составе книги «Фрагменты и другие сочинения».
Центральное место в сборнике занимает тема любви. Отдельные песни представляют собой яркие образцы застольной и гражданской лирики. Лучшим произведением цикла считается «Светоянская песня о собутке».